# 玄武湖公園
玄武湖公園（げんぶここうえん）は中華人民共和国江蘇省南京市玄武区に位置する公園。中華民国の時代は五州公園と称され、中華人民共和国成立後に現在の玄武湖公園と改名された。
玄武湖は南京城(旧市街)の北東に位置し南京駅の目の前にある。水面積は378ha、公園全体は502haと広大で南京市民の憩いの場となっている。湖には環州、桜州、菱州、梁州、翠州の5つの島が浮かぶ。湖の外周は約10kmで周辺には九華山公園、白馬公園、鶏鳴寺、台城がある。
南朝年間に湖より黒龍が現れたという伝説が残り宋、斉の王朝や呉の孫権が玄武湖で水軍の訓練を行った。六朝以前は秣陵湖、昆明湖、後湖等と呼ばれ古代中国では帝王大臣たちの園林であった。明代のころは宮廷の禁苑で、全国の戸籍簿を蔵する「黄冊庫」があった。中国歴代（東晋から清）の有名な文人である郭璞、蕭統、李煜、韋荘、杜牧、劉禹錫、李商隠、李白、欧陽脩、王安石、曹雪芹らも玄武湖で詩を詠んだとされている。
玄武湖の水源は東に位置する紫金山を水源としており、その水は玄武湖から鶏鳴寺の付近より南京城内の秦淮河へ流れ込み、さらに長江へと流れ込む。

## ギャラリー

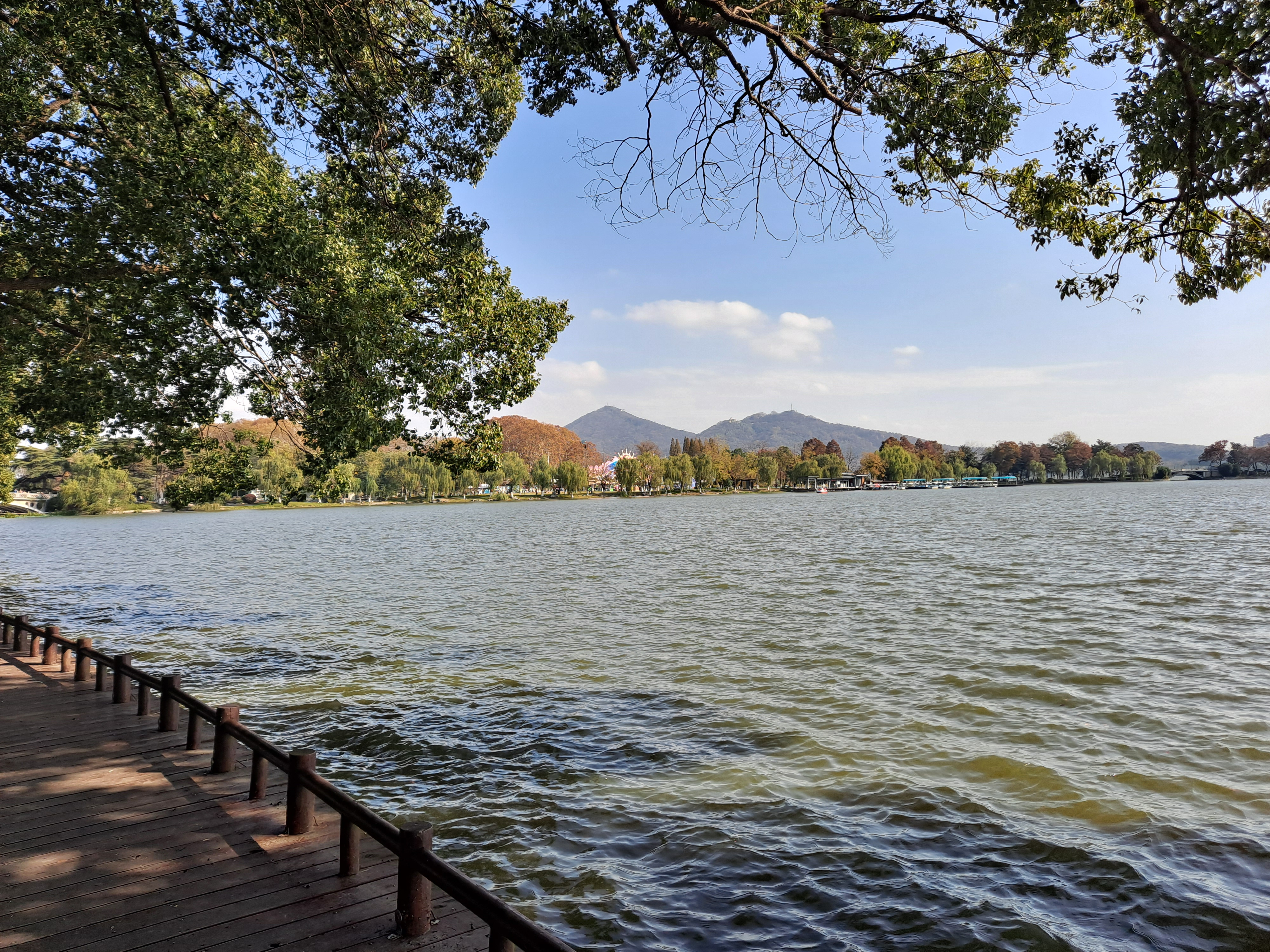
玄武湖
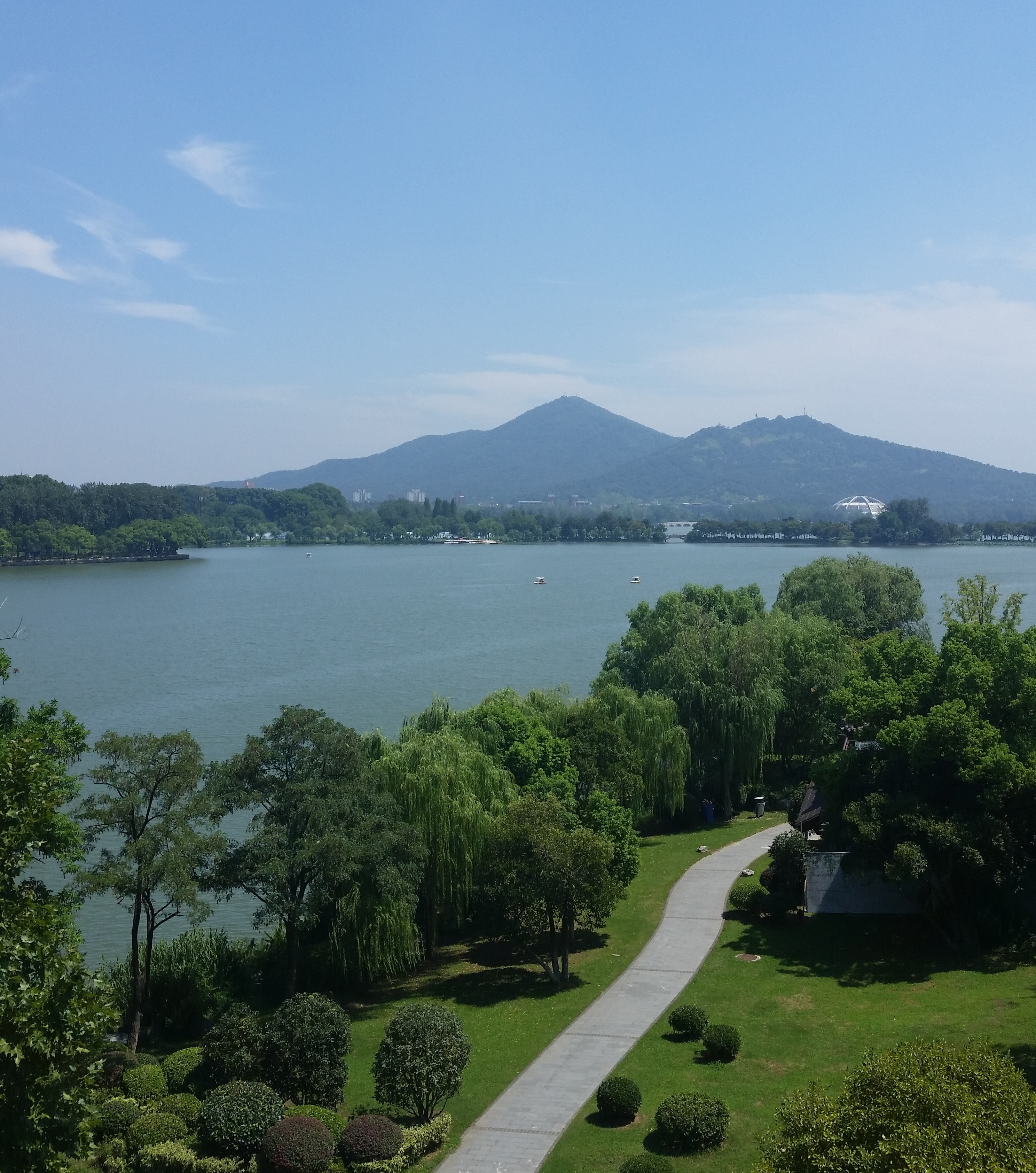
紫金山
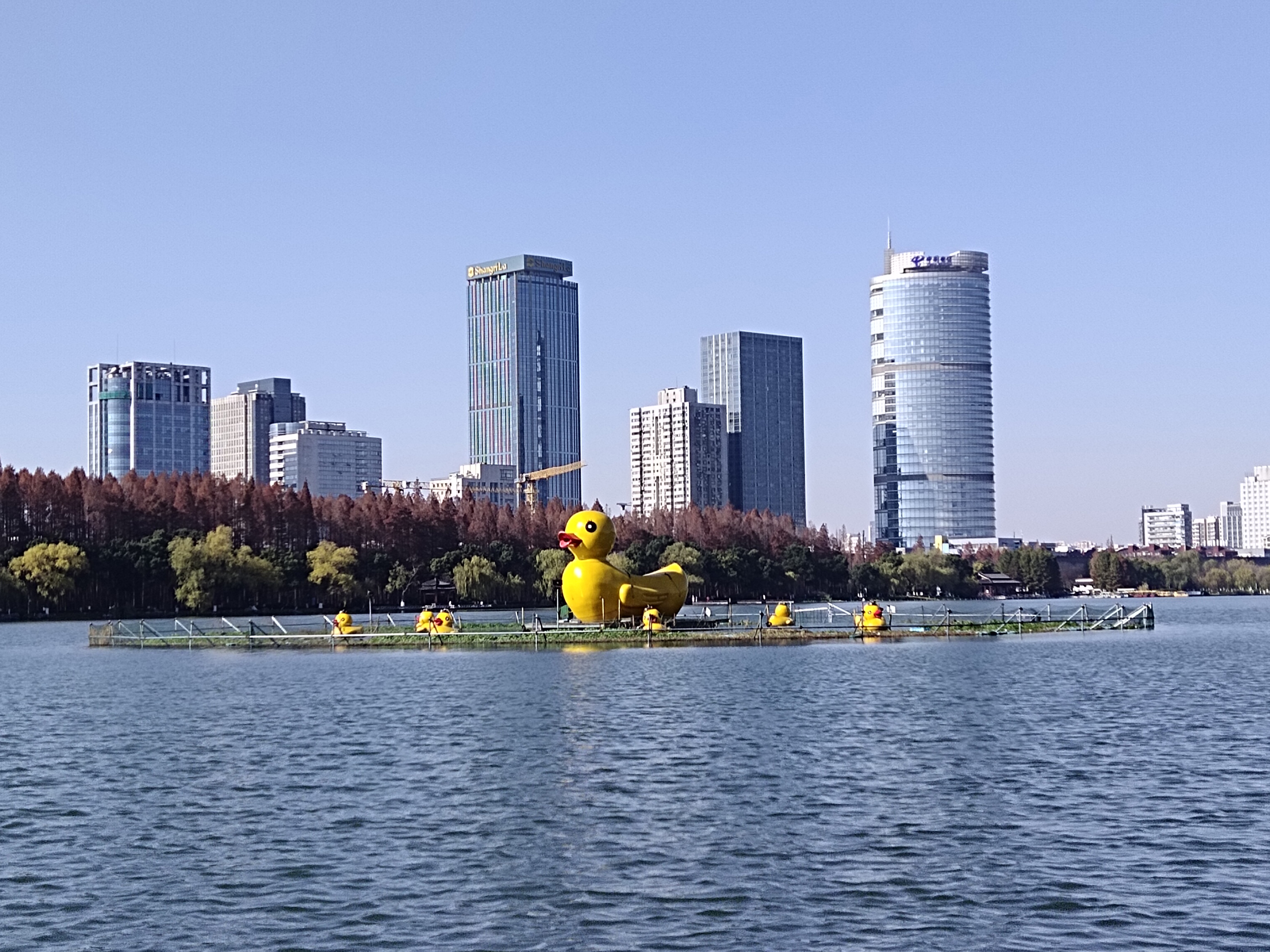
イエローダック
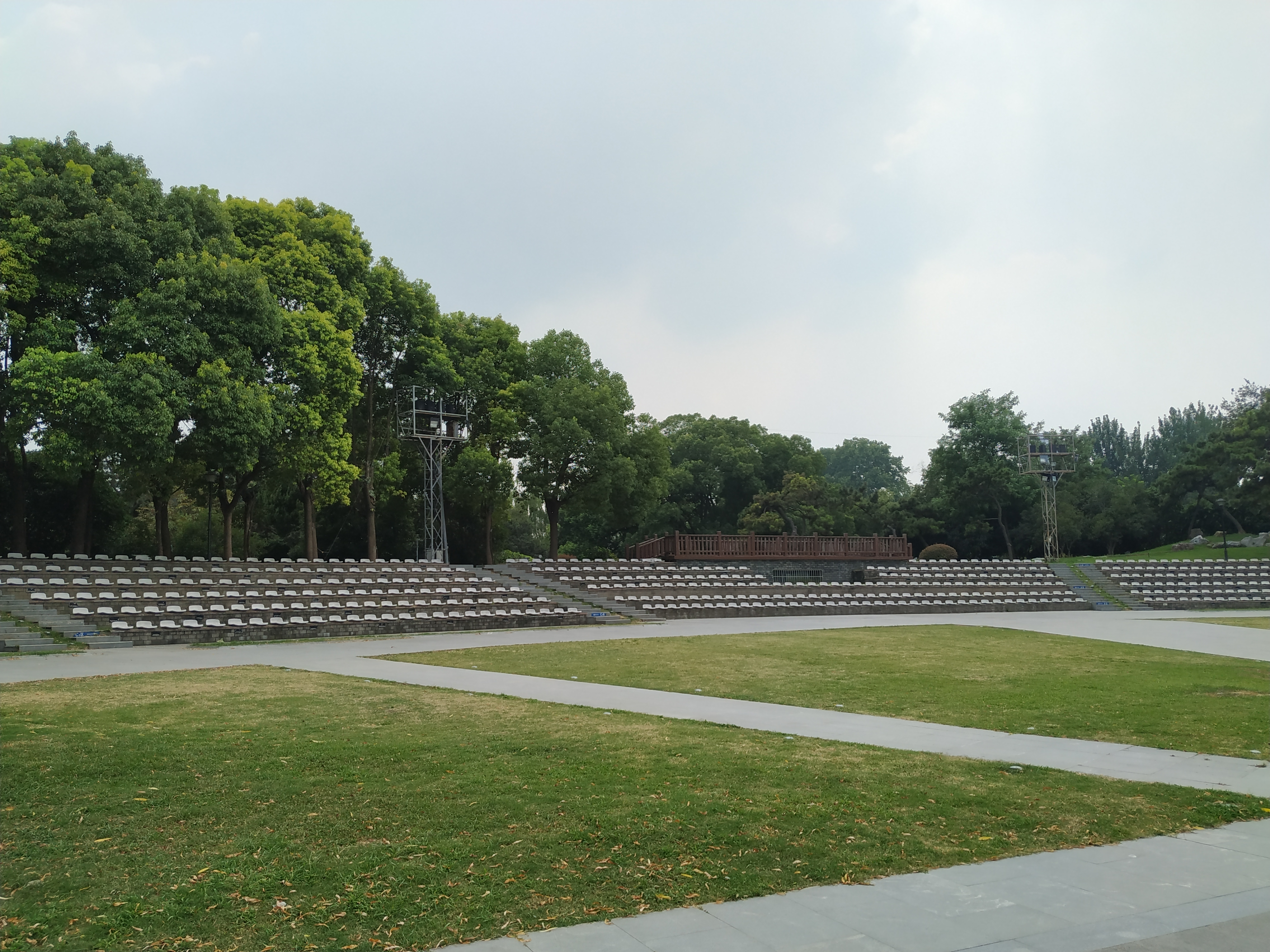
蓮花広場
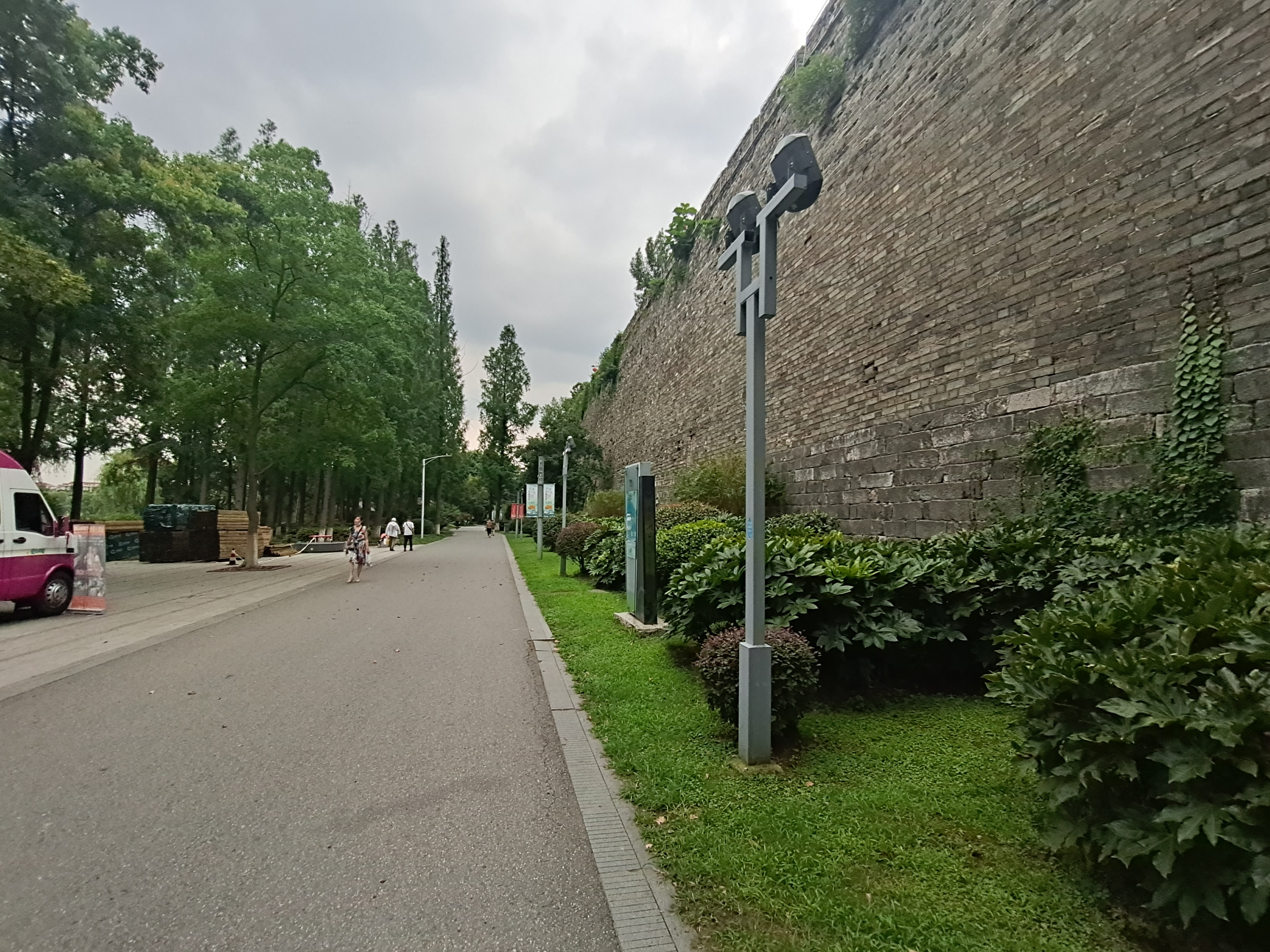
南京城
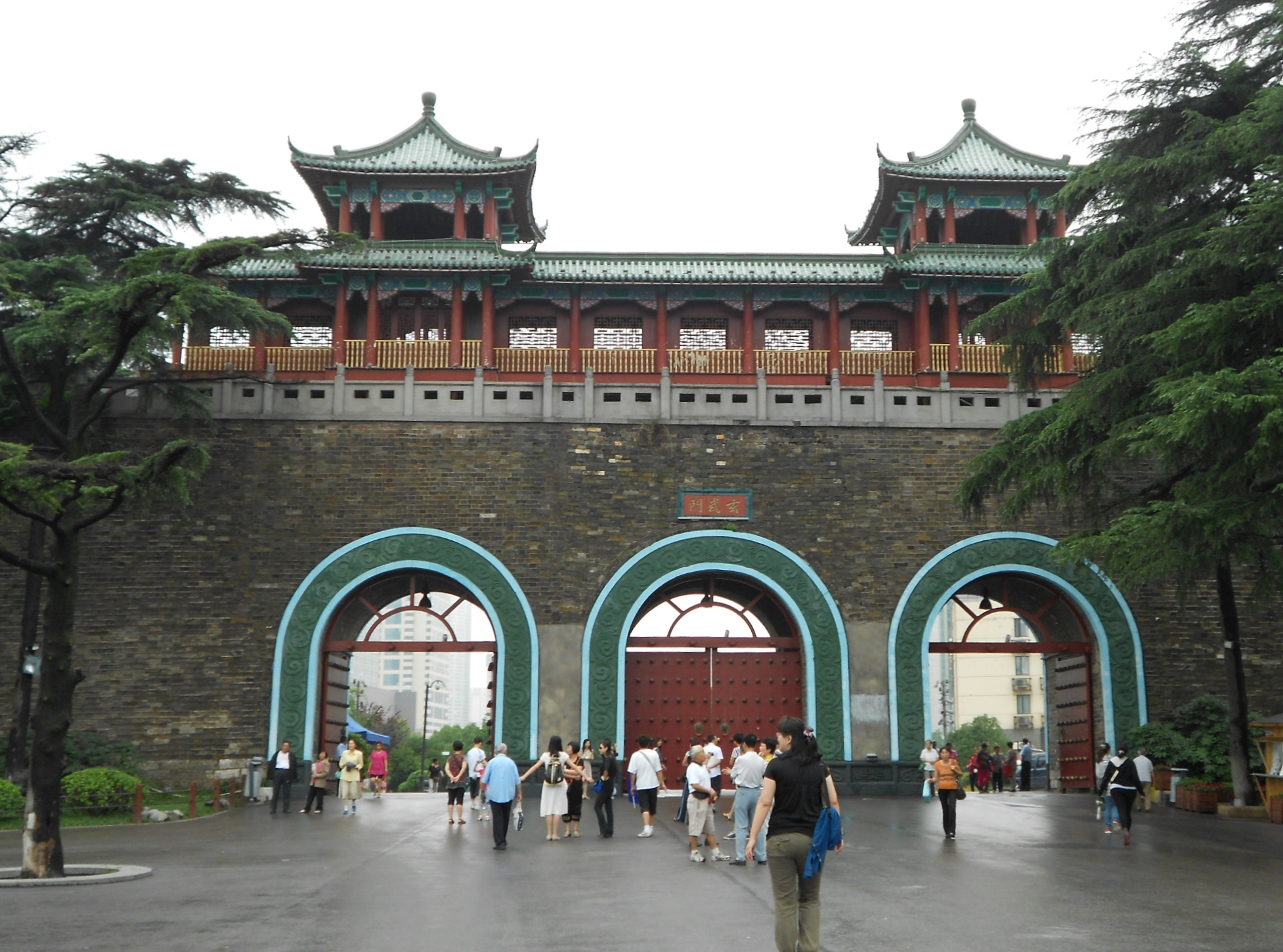
玄武門

## 交通アクセス
南京駅近くのバス停「南京車站」で游1のバスに乗車し「玄武湖公園」にて下車後、徒歩にて約5分。
座標: 北緯32度04分18秒 東経118度47分36秒 / 北緯32.0716度 東経118.7934度